# Inc. (revista)
Inc. es una revista mensual especializada en empresas. Desde 2005, forma parte del grupo Morningstar, Inc.
Según la Audit Bureau of Circulations, su circulación en el primer semestre de 2006 fue de 690,559 ejemplares.

## Inc. 500 e Inc. 5000
Su lista Inc. 500 es un ranking anual de las 500 empresas estadounidenses con crecimiento más rápido.
También tienen Inc 5000, un ranking anual de las empresas de capital privado con mayor crecimiento de América y Europa.